# Peter Bohn
Peter Bohn, född 1833 och död 1925, var en tysk musikpedagog och musikhistoriker.
Bohn verkade större delen av sitt liv som lektor i Trier, och har i tysk översättning utgett och kommenterat värdefulla medeltida musikteoretiska avhandlingar och skrivit flera artiklar, bland annat om orgelbyggen.